# Grégory Vignal
Pour les articles homonymes, voir Vignal.
Grégory Vignal est un ancien footballeur français, né le 19 juillet 1981 à Montpellier. Évoluant au poste de défenseur, il est formé au Montpellier HSC. Il devient par la suite entraîneur.
Avec l'équipe de France des moins de 19 ans, il remporte le Championnat d'Europe des moins de 19 ans en 2000.

## Biographie

### De Montpellier à Liverpool: des débuts très prometteurs
Grégory Vignal commence sa carrière au Montpellier HSC, où il a été formé jusqu'en 2000.
Sélectionné pour participer à l'Euro des moins de 18 ans en 2000, il est le seul joueur de l'équipe de la génération 82 (les autres Français sont tous nés en 1981). Titulaire les deux premiers matchs, lors du second, il reçoit un second avertissement et est exclu à la 54e minute. Il est de retour pour la finale et le succès français.
En septembre 2000, il rejoint à 19 ans le club anglais de Liverpool FC, pour 500 000 £ (630 000 €). Il impressionne alors son entraîneur en équipe réserve, Joe Corrigan, et passe en équipe première, sous les ordres du Français Gérard Houllier. Il y fait ses débuts en coupe nationale le 6 janvier 2001 face à Rotherham United, lors d'un match comptant pour les 32e de finale, victoire trois buts à zéro. Pour sa première saison avec les Reds, Vignal compte six rencontres de championnat à son actif, il débute en championnat le 3 février 2001 face à West Ham lors de la 25e journée, victoire trois buts à zéro. Il fait partie du groupe qui dispute et gagne la Coupe UEFA 2000-2001 et la Supercoupe de l'UEFA 2001.
Lors de la saison suivante, il est mis en concurrence avec John Arne Riise, tout juste transféré de l'AS Monaco, qui disputera les 38 matches de championnat. Cette saison, le joueur est quatre fois titulaire lors des matches européens de Ligue des champions. Le 9 octobre 2001, le Français se casse la cheville lors d'un match de coupe disputé face à Grimsby Town, et est remplacé à la 21e minute par Frode Kippe. Il est absent sept mois des terrains, et effectue son retour avec les Reds le 11 mai 2002, mais ne fait qu'une apparition dans le groupe lors de la large victoire de son équipe, cinq buts à zéro, contre Ipswich Town. 
En 2002, Vignal a du mal à se remettre de sa blessure, et est soumis à la concurrence de Riise, Sami Hyypiä et Jamie Carragher. Il ne dispute que quatre matches, dont un en Coupe d'Europe. À l'hiver 2002, il quitte Liverpool, et revient en France, au SC Bastia, sous la forme d'un prêt.
À Bastia, Vignal dispute pratiquement l'intégralité des matches en tant que titulaire. De retour au Liverpool FC, l'entraîneur Gérard Houiller, qui engage Steve Finnan à l'intersaison, ne compte plus sur lui. Il est donc de nouveau prêté en 2003 au Stade rennais. Il ne parvient pas à s'imposer et quitte le club au mercato d'hiver. Il rejoint alors le championnat d'Espagne et l'Espanyol Barcelone. Il inscrit le premier but de sa carrière, le 6 mars 2004 face au Celta Vigo, victoire cinq buts à un, et dispute au total huit rencontres.

### Nouveaux trophées les Glasgow Rangers
En 2004, Vignal signe chez les Rangers FC. Avec les Rangers, il remporte la Coupe de la Ligue, mais surtout le Championnat d'Écosse, qui avait échappé au club l'année précédente. Au terme de la saison, Grégory Vignal compte 42 rencontres, dont 30 en championnat, soit un peu moins que lors de ses quatre précédentes années réunies. Il marque également trois buts importants, l'un lors du derby face au Celtic (2-0), puis un doublé décisif face Motherwell (victoire 3-2). En compagnie de Fernando Ricksen, Marvin Andrews et Jean-Alain Boumsong, Vignal fait partie de la meilleure défense de l'année, qui aura encaissé 22 buts (13 de moins que le deuxième, le Celtic), et joué un rôle majeur dans l'obtention du titre. De plus, le Français arrive à la fin de son contrat avec Liverpool, ce qui semble au départ faciliter le transfert définitif vers Glasgow. Mais les deux parties n'arrivent pas à s'arranger sur le futur contrat, qui finalement ne se conclut pas. 

### Suite de sa carrière
Vignal connait donc le sixième club de sa carrière, à seulement 24 ans, en signant à Portsmouth FC. Fort de sa saison réussie, il démarre très bien sa saison avec Pompey, sous les ordres encore une fois d'un Français, Alain Perrin, qui a fait le forcing pour obtenir ses services. Mais avec l'arrivée au poste d'entraîneur d'Harry Redknapp, alors que Portsmouth est au plus mal en championnat, le Montpelliérain se retrouve sur le banc, au profit de Noé Pamarot, tout juste arrivé de Tottenham  Hotspur.
Il signe, à l'été 2006, au Racing Club de Lens mais ne parvient pas à s'imposer, et lors du mercato d'hiver, il est prêté avec option d'achat au FC Kaiserslautern, club de deuxième division allemande. Il revient au RC Lens en juin 2007, mais est prêté dès le mois suivant à Southampton FC, son dixième club en neuf ans. Avec les « Saints », il devient titulaire et inscrit trois buts en vingt rencontres de championnat. De retour une nouvelle fois au RC Lens, il n'apparaît cependant qu'à quelques reprises dans l'effectif de Jean-Guy Wallemme, qui en fin de saison remporte le titre de champion de Ligue 2.
En août 2009, il signe un contrat d'un an plus une année en option avec le club anglais de Birmingham City. À la fin de la saison 2009-2010, son contrat n'est pas renouvelé et il se retrouve libre. En septembre 2010, il signe un contrat d'une saison au club grec d'Atromitos FC. Il vient de rompre son contrat avec Atromitos, après un essai à Arles Avignon il se blesse gravement et envisage la fin de sa carrière.
En septembre 2012 il s'engage jusqu'au 5 janvier 2013 avec le club écossais de Dundee United, contrat ayant une option permettant de prolonger celui-ci jusqu'à la fin de la saison. Fin novembre 2012, il résilie son contrat à l'amiable.
En août 2013, Gregory Vignal s'engage à Béziers pour évoluer avec la CFA,. Il devient en même temps président et directeur sportif du club amateur de Palavas-les-Flots. Il mène le club jusqu'au septième tour de la Coupe de France, une première pour ce club. Sous sa présidence, le club remporte les championnats départementaux 1 puis 2, le championnat de régional 2 et la Coupe de l'Hérault.
Il intègre en 2018 l'encadrement du Glasgow Rangers et prend également en charge les moins de 18 ans. Il remporte en fin de saison avec cette équipe la Youth League écossaise. L'année suivante, il dirige l'équipe féminine des Rangers. En août 2020, il rejoint le centre de formation de l'Olympique de Marseille où il s'occupe de la préformation. En mai 2022, il est diplômé du certificat d'entraîneur attaquant et défenseur (CEAD), diplôme nouvellement créé et délivré par la FFF.
Il devient entraîneur du FC Versailles (club de niveau National) en 2024.

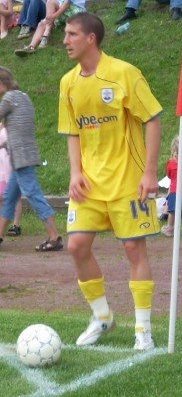
Grégory Vignal en 2007.

## Statistiques
Le tableau ci-dessous retrace la carrière professionnelle de Grégory Vignal,
Dernière mise à jour le 1er décembre 2008
| Saison      | Club                             | Pays              | Championnat      | Coupes  | Europe          |
| 2000 - 2001 | Liverpool FC                     | Angleterre        | 16 (0)           | 1 (0)   | -               |
| 2001 - 2002 | Liverpool FC                     | Angleterre        | 14 (0)           | 1 (0)   | 4 (0) (C1)      |
| 2002 - 2003 | Liverpool FC SC Bastia           | Angleterre France | 1 (0) 15 (0)     | 2 (0) - | 1 (0) (C1) -    |
| 2003 - 2004 | Stade rennais Espanyol Barcelone | France Espagne    | 5 (0) 8 (1)      | -       | -               |
| 2004 - 2005 | Glasgow Rangers                  | Écosse            | 43 (3)           | 5 (0)   | 8 (0) (C1 + C3) |
| 2005 - 2006 | Portsmouth                       | Angleterre        | 14 (0)           | 3 (0)   | -               |
| 2006 - 2007 | RC Lens FC Kaiserslautern        | France Allemagne  | 9 (0) 9 (1) (D2) | -       | 3 (0) (C3) -    |
| 2007 - 2008 | Southampton                      | Angleterre        | 23 (3) (D2)      | 3 (1)   | -               |
| 2008 - 2009 | RC Lens                          | France            | 12 (0) (L2)      | 5 (0)   | -               |

## Palmarès
Grégory Vignal remporte le Championnat d'Europe des moins de 19 ans en 2000 avec l'équipe de France des moins de 19 ans. Il dispute trois rencontres de la compétition, dont la finale gagnée aux dépens de l'Ukraine (1-0). Il compte également quatre sélections en équipe de France espoirs, et neuf sélections en équipe de France des moins de 20 ans avec qui il dispute la Coupe du monde des moins de 20 ans en 2001.
En club, il est avec le Liverpool FC, vice-champion d'Angleterre en 2002 et fait partie du groupe qui remporte la Coupe UEFA 2000-2001, la Supercoupe de l'UEFA 2001 et la FA cup Ligue anglaise de football Coupe de la FA cup 2001.
Sous les couleurs des Rangers FC, il gagne le titre de champion d'Écosse en 2005 ainsi que la Coupe de la ligue écossaise en 2005. Enfin, il est champion de France de Ligue 2 en 2009 avec le Racing Club de Lens.
En tant qu’entraîneur, il remporte, avec le Glasgow Rangers FC, la Youth Cup U18 et le championnat d’Écosse U18.